# Blandede skove ved det østlige Middelhav
Blandede skove ved det østlige Middelhav er en del af økoregionen mediterrane skove, skovområder og krat i det østlige Middelhavsområde. Det omfatter 143.800 km² i et bælte, som begynder mod vest ved Tyrkiets middelhavskyst, og som strækker sig videre derfra ind i det sydøstlige Anatolien. Så deler den sig i to grene. Den ene fortsætter i østlig retning langs begge sider af grænsen mellem Tyrkiet og Syrien, mens den anden drejer af mod syd og følger middelhavskysten gennem Libanon, Palæstina, Jordan, Israel og Gazastriben. Området indeholder makier, skove med fyrretræer og eg samt stepper. Økoregionen er sammenfaldende med den Frugtbare halvmåne, der var hjemsted for de første agerbrugskulturer. Det betyder, at dette område er særligt interessant som historisk referenceramme, men også at dets plante- og dyreliv rummer en genpulje, der er afgørende for bestræbelserne på at skabe afgrøder, som er sunde og højtydende.

## Klima
Området har milde, regnfulde vintre og varme, tørre somre (vinterregn). Nedbørsmængden pr. år falder fra ca. 1.100 mm ved Antalya til ca. 700 mm ved den østlige ende af Tyrkiets middelhavskyst og videre ned til ca. 400 i det nordlige Syrien, Palæstina og Israel. I egnene ud mod Middelhavet får Libanon ca. 700 mm.
Da nedbøren stort set falder i vintertiden, opstår der tørke i vækstperioden, og både dette og menneskenes lange udnyttelse af området har påvirket plante- og dyrelivet stærkt. Arkæologiske og botaniske undersøgelser viser, at de skadelige virkninger fra menneskelig aktivitet kan påvises allerede omkring 3.000 f.Kr. Siden da har varme, tørke og dårlige jordforhold hindret vegetationerne i at vende tilbage til situationen før de menneskelige forstyrrelser. 

## Geografisk inddeling
Økoregionen opdeles ofte i tre dele:
Anatoliens sydkyst mod Middelhavet
I denne del følger økoregionen Taurus bjergene langs kysten. Bjergene afgrænser samtidig regionen ind mod Anatolien. Floderne Aksu, Goksu, Seyhan og Ceyhan danner via deres flodsletter afvandingssystemerne i området, og lavlandet mod øst danner den østlige afgrænsning af denne del af regionen. 
Det sydøstlige Anatolien og det nordsyriske lavland
Dette område ligger inde i landet og følger i store træk den tyrkisk-syriske grænse. Områdets afgrænses mod nord af Antitaurus og mod syd af den Syriske ørken. Eufrat og dele af Tigris skaber de vigtigste dalstrøg i denne del af regionen, som er stærkt påvirket af ørkenerne. Derfor har floderne stor betydning for plantelivet. 
Sletteområdet, som deles af Syrien, Libanon, Palæstina, Jordan og Israel
Af alle egnene langs brudlinjen, som skaber Rift Valley, dvs. fra det sydlige Anatolien og ned til det sydlige Afrika, er dette område det mest varierede. Kystsletterne og de syrisk-libanesiske lavlandsområder er de vigtigste af denne del af regionen, men Jordanfloden har også stor betydning.

## Plantesamfund
Amanus og Antitaurus bjergene har stor betydning for afgrænsningen af plantesamfund i denne region, fordi de styrer fordelingen af fugtmættet luft og dermed nedbør. Der er i store træk tre samfund: Stedsegrøn vegetation (maki), nåletræsskove og skovstepper med eg som dominerende art.

### Maki
Makivegetation er særligt dominerende i den nordvestlige del af økoregionen og langs Middelhavets kyst. Græsk Jordbærtræ (Arbutus andrachne), Johannesbrød (Cerotonia siliqua), Kermes-Eg (Quercus coccifera), Mastikstræ (Pistacia lenticus), Oliven (Olea europea), Ægte Pistacie (Pistacia vera) er de vigtigste arter i dette makisamfund. Derudover vokser der mere end 40 stedsegrønne arter, hvoriblandt man finder: Almindelig Myrte (Myrtus communis), Bredbladet Stenved (Phillyrea latifolia), Genista acantha (en art af Visse), Håret Torngyvel (Calicotome villosa), Læge-Styraks (Styrax officinalis), Rhamnus oleoides (en art af Korsved), Spartium (Spartium junceum), Terpentintræ (Pistacia terebinthus) og Ægte Laurbær (Laurus nobilis).
Selv om Olea-Ceratonia-samfundet er ret nedbrudt i kystområdet, må det stadigvæk betragtes som klimakssamfundet. Johannesbrødtræerne er så nedbrudte, at de kun er til stede som nogle få enkeltindivider. Derimod danner Almindelig Oliven sunde samfund ved Antalya-Köprülü slugten og ved Adana-Feke.
Et af de mest udbredte og vigtige plantesamfund i denne økoregion er Kermes-Eg samfundet. Dets store økologiske tolerance og dets evne til at komme sig i nedbrudte samfund med Kalabrisk Fyr gør det til en af de mest dominerende vegetationstyper. Man bør også nævne en anden eg, nemlig den endemiske art, Quercus aucheri, der findes i nærheden af Antalya-Kemer-Faselis.
Makisamfundet i den sydlige del af regionen er meget forskelligt fra det, man finder i den almindelige middelhavsmaki. På grund af et mere tørt klima og højere temperaturer, men også på grund af påvirkninger fra det irano-turanske, plantegeografiske rige, har den sydlige maki mange løvfældende arter.

### Nåletræskove
Kalabrisk Fyr og Aleppo-Fyr er hovedarterne i denne økoregions skove. Kalabrisk Fyr dominerer i den nordlige del af regionen, mens Aleppo-Fyr er dominerende mod syd. De to arter har meget ensartede, økologiske træk, og begge er kendt for deres store, økologiske tolerance. Man kan finde dem fra havniveau og op til 1.800 m højde, men ingen af dem vokser naturligt i den østligste del af økoregionen. Derimod kan man finde nogle få Pinjer sammen med de sydligste forekomster af Pontisk Rhododendron, som begge er karakteristiske repræsentanter for de euxinske vegetationer.
Der er gode eksempler på skove med Kalabrisk Fyr som dominerende art omkring Mersin, Silifke, Tarsus, Anamur, Gazipaşa, Pos, Adana og Sarıçam. Her er arter fra makien med som underetagens vegetation. Da disse skove er under påvirkning fra havet, har planterne uregelmæssige former, og deres tilvækst er mere langsom end andre steder. Aleppo-Fyr er meget svækket i den sydlige del af økoregionen på grund af barske miljøforhold og menneskelig aktivitet.
Kystsletterne i Palæstina og Jordandalen domineres af græsområder med Hyparrhenia birta som dominerende art, og hvor man finder spredte, tornede buske som Kristustorn (Paliurus spina-christii), Rhamnus palaestinus (en art af Korsved), Rhus tripartita (en art af Sumak) og Stinkbusk (Anagyris foetida). 

### Skovsteppe
Den østlige del af økoregionen er mere fattig på træagtig vegetation, da den kun får 400-500 mm nedbør om året. En linje gennem Viranşehir trækker grænsen mellem ørkenen og den middelhavsprægede vegetation. En af de vigtigste faktorer, der knytter denne tørkeprægede, østlige del til den mediterrane del af økoregionen, er eksistensen af Oliventræ og busksamfund der indeholder mediterrane elementer. Denne del af økoregionen forløber i vest-østlig retning over 500-600 km og slutter ved Cizre, som ligger tæt ved den tyrkisk-syrisk-irakiske grænse.
Dette østlige område, som hovedsagelig dækker den anatolske og syriske del af økoregionen, rummer tørkepræget vegetation, domineret hovedsageligt af chamæfytiske og hemikryptofytiske planter (se Livsformer (planter)) som Artemisia herba-alba (en art af Bynke), Astragalus platyraphis (en art af Astragel), Capparis ovata (en art af Kapers-slægten), Centaurea myriocephala (en art af Knopurt), Onosma echinatum (en art af Æseltunge), Phlomis bruguieri og Phlomis kurdica (arter af Løvehale), Scrophularia xanthoglosa (en art af Brunrod) og Teucrium polium (en art af Kortlæbe) (Handel-Mazetti 1914).
I større højde (ca. 700 m, Atalay 1994) finder man egearterne Frynse-Eg (Quercus cerris), Q. brantii, Q. infectoria ssp. boissieri og Q. ithaburensis, der danner løvfældende skovesamfund. Disse skove det eneste træagtige samfund i denne del af økoregionen, når man ser bort fra kratsamfund med Almindelig figen, Almindelig Judastræ, Crataegus aronica (en art af Hvidtjørn), Fransk Løn, Pyrus syriaca (en art af Pære), Tourneforts Nældetræ, Weichseltræ og Ægte Pistacie (Ekim 1994). Populus euphratica og Mandel-Pil danner et andet træsamfund, der vokser som gallerier langs de lokale afsnit af floderne Eufrat, Tigris og Jordan. 

## Spændende arter
Denne økoregion er ikke hjemsted for så mange endemiske arter som de nærliggende Taurus- og Amanosbjerge. Et af regionens vigtigste træk er de naturlige komponenter i Middelhavskulturen. Oliventræ, Johannesbrødtræ, Ægte Pistacie, Ægte Figen og Laurbærtræ er alle meget vigtige arter i den lokale kultur. De er vigtige ikke bare på grund af deres spiselige frugter, men også for deres æstetiske, farmaceutiske og lægelige anvendelser. De bruges som dyrefoder, som skyggegivende træer i de varme somre og som brændsel. Desuden gør deres gode evner til genvækst dem i stand til at komme sig efter gentagen, menneskelig udnyttelse.
Middelhavsegnene er vigtige områder for agerbrug og husdyrproduktion. På det seneste har disse blandede landbrugssystemer fået særlig interesse, for den mosaik af biotoper, de skaber, anses for at øge biodiversiteten. Man diskuterer dog stadig værdien af disse landbrugssystemer for bevaringsindsatsen, når man ser deres virkning i forhold til f.eks. succession, klimakssamfund og økologisk udvikling.
Den mesopotamiske del af økoregionen omfatter det, som i andre sammenhænge kaldes den Frugtbare Halvmåne, et område med værdifuld landbrugsjord, som var grundlaget for nogle af de ældste landbrugskulturer. Menneskelig bebyggelse og landbrug kan her spores tilbage til tidlig holocæn (Atalay 1994), og en nøglefaktor for disse tidlige kulturer var den enorme, genetiske variation blandt områdets dyrkbare arter. Egnens vildtlevende arter omfatter stamformer for afgrøder som Hvede, Linse, Ært, Esparsette og Kløver. For eksempel findes der fire vildarter af Hvede i dette område: Triticum baeoticum, Triticum dicoccoioes, Triticum durum og Triticum aestivum). Disse arter er en afgørende ressource, da dyrkning og udvælgelse af sorter har indsnævret genpuljen hos netop Hvede.
Denne økoregion rummer et antal bemærkelsesværdige, floristiske træk og endemiske arter. Quercus aucheri er en endemisk træart med en begrænset og spredt udbredelse, som er begrænset til det sydvestlige Anatolien. Et meget stort og velbevaret klitsystem ligger mellem Anamur og Mersin. Det omfatter enklaver af euro-sibiriske elementer som f.eks. Almindelig Haremad, Almindelig Taks, Doronicum graecum (en art af Gemserod), Kaukasisk Vingevalnød, Kirsebær-Kornel, Rubus canescens (en art af Brombær) og Rød Kornel (Uslu 1977). En del af regionen mellem Gülnar, Gilindere, Ermenek og Karaman er rig på smalle endemismer med arter af Kongelys (Davis 1971). Çukurovasletten har endemiske arter, som mest er truet af intensivt agerbrug. Blandt arterne kan nævnes Bellevalia nodesta, Beta adanensis (en art af Bede), Bromus psammophilus (en art af Hjere), Linum anisocalyx (en art af Hør), Resedea balansae (en art af Reseda) og Trigonella halophila (en art af Bukkehorn).
Noter
1. ↑  N. Miller: The macrobotanical evidence for vegetation in the Near East c. 18.000/16.000 BC to 4.000 BC., 1998 i Paléorient nr. 23/2, side 197-207
2. ↑  Y. Akman: Türkiye Orman Vejetasyonu, 1995 ISBN
3. ↑  Ordet "euxinsk" kommer af græsk Pontos euxeinos (”det venlige hav”) → latin: Pontus Euxinus → Det euxinske hav → Sortehavet. Pontus er navnet på den romerske provins ved Sortehavet. Euxinus er en falsk, græsk oversættelse af oldpersisk akhshaena (= "sort") til græsk axeinos (= "uvenlig"). Deraf eufemismen euxeinos (= venlig). Se Dictionary.com: Euxine. (engelsk)
4. ↑  W. Zech og N. Çepel: Beziehungen zwischen Boden- und Reliefeigenschaften und der Wuchsleistung von Pinus brutia – Bestanden in Südanatolien i Orman Fakültesi Yayınları, 1972 nr. 1753/191

## Eksterne links
- Beskrivelse hos World Wild Life
- Beskrivelse hos National Geographic